# Giridih
Giridih est une ville indienne située dans le district de Giridih dans l’État du Jharkhand. En 2015, sa population était de 173 529 habitants.

## Source de la traduction
- (en) Cet article est partiellement ou en totalité issu de l’article de Wikipédia en anglais intitulé « Giridih » (voir la liste des auteurs).